# Torsö

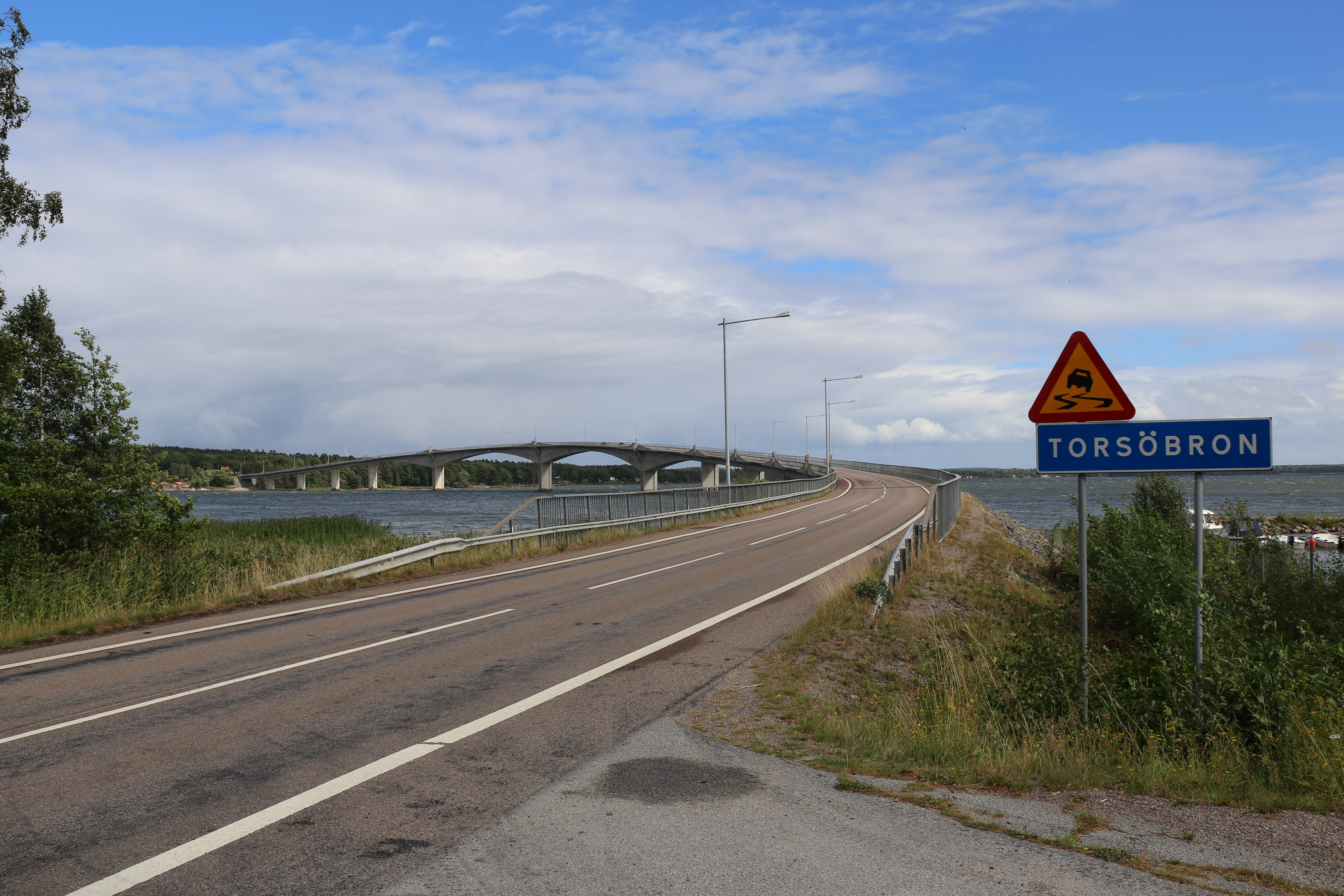
Die Torsöbrücke von der Insel aus gesehen (2016)

Torsö (dt. Thors Insel) ist die größte Insel im schwedischen See Vänern. Torsö hat eine Größe von ca. 62 km2 und gehört zur Gemeinde Mariestad.
Die heutige Insel ist eigentlich eine Verbindung der ursprünglichen Insel Torsö und Fågelö, die durch Eindeichungen gegen Ende des 19. Jahrhunderts zur jetzigen Insel vereinigt wurden. Seit 1994 ist Torsö durch die 940 m lange Torsöbron (dt. Torsöbrücke) mit dem Festland verbunden. Zuvor hatte eine Fähre vom Hafen Sundsören aus die Verbindung zur Insel hergestellt.
Torsö ist eine der Schären-Inseln im Vänernsee. Weitere Inseln vor Mariestad sind Brommö, Dillö, Onsö, Kalvöarna. 

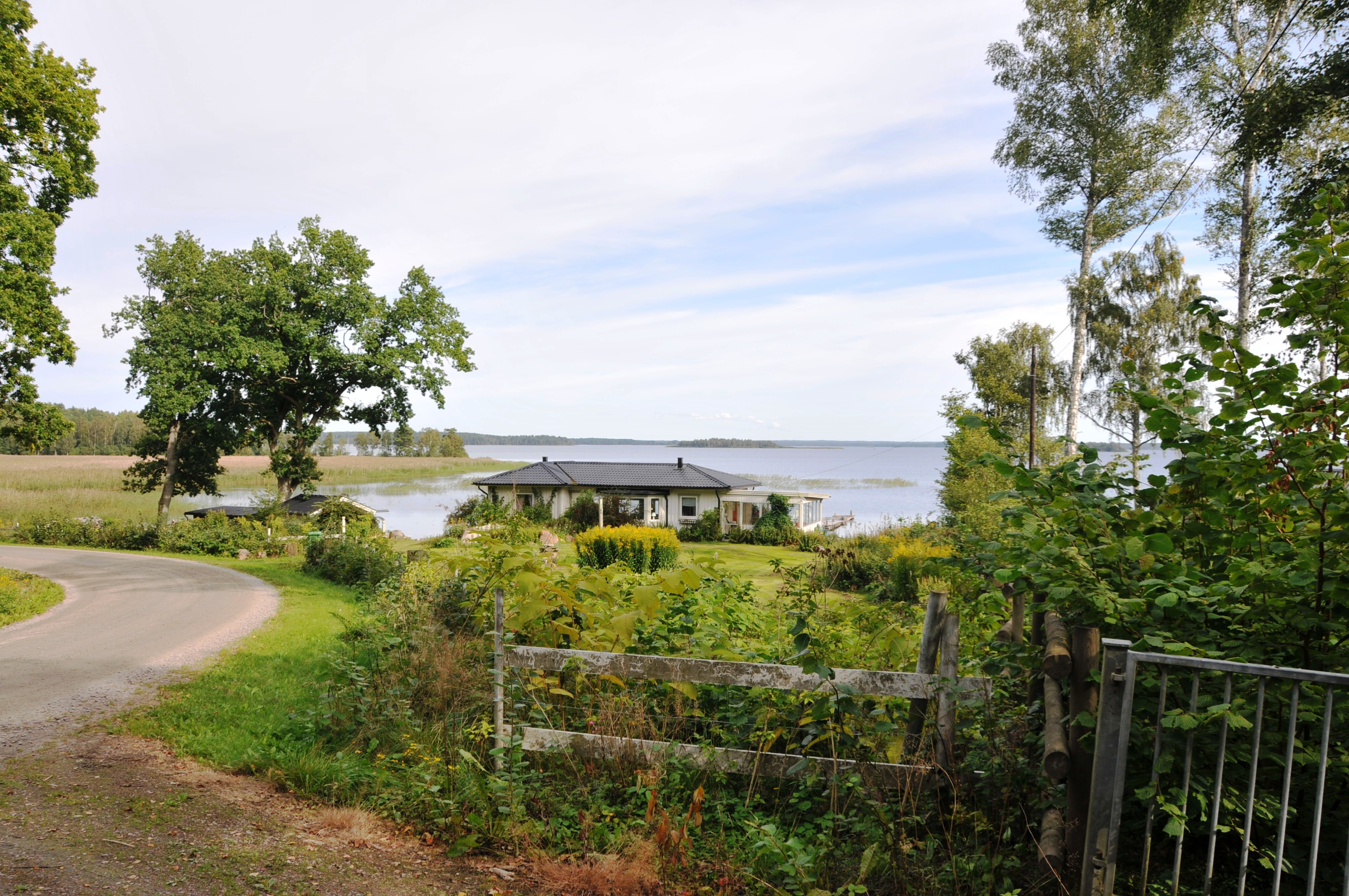
Blick von Torsö über den Vänersee